# Junik (gmina)
Junik (serb. Јуник, alb. Junikut) – gmina w Kosowie, w regionie Peć. Jej siedzibą jest miasto Junik.

## Demografia
W 2011 roku gmina liczyła 6084 mieszkańców. Większość z nich stanowili etniczni Albańczycy – 99%.

## Polityka
W wyborach lokalnych przeprowadzonych w 2017 roku kandydaci Aliansu dla Przyszłości Kosowa uzyskali 7 z 15 mandatów w radzie gminy. Frekwencja w I turze wyniosła 39,8%. Burmistrzem został Agron Kuqi.